# Фамільярність
Фамільярність — стиль спілкування, негативно оцінюваний носіями мови як прояв безцеремонності, розбещеності, панібратства.
Цей стиль вважається допустимим між близькими родичами, хорошими друзями або після досягнення домовленості про перехід до фамільярного спілкування; у всіх інших випадках стиль вважається неприпустимим і неефективним.
Фамільярний стиль спілкування імітує неформальний стиль комунікації, прийнятий між близькими людьми, для якого характерно рівноправність співрозмовників і свобода вибору змісту і засобів мовної комунікації.
У малознайомих людей фамільярність може породити конфлікт через те, що ситуація асиметрична: користувач неформального стилю вважає себе близьким по статусу до слухача, а слухач може бути впевнений у протилежному. Мовний етикет для уникнення цього конфлікту передбачає ритуали досягнення домовленості про перехід до неформального стилю спілкування, наприклад, брудершафт і пропозиція «перейдімо на „ти“».